# Станимир
Станимир (укр. Станимир) — село в Перемышлянской городской общине Львовского района Львовской области Украины.
Население по переписи 2001 года составляло 710 человек. Занимает площадь 1,88 км². Почтовый индекс — 81210. Телефонный код — 3263.